# Volkshochschule Frankfurt am Main

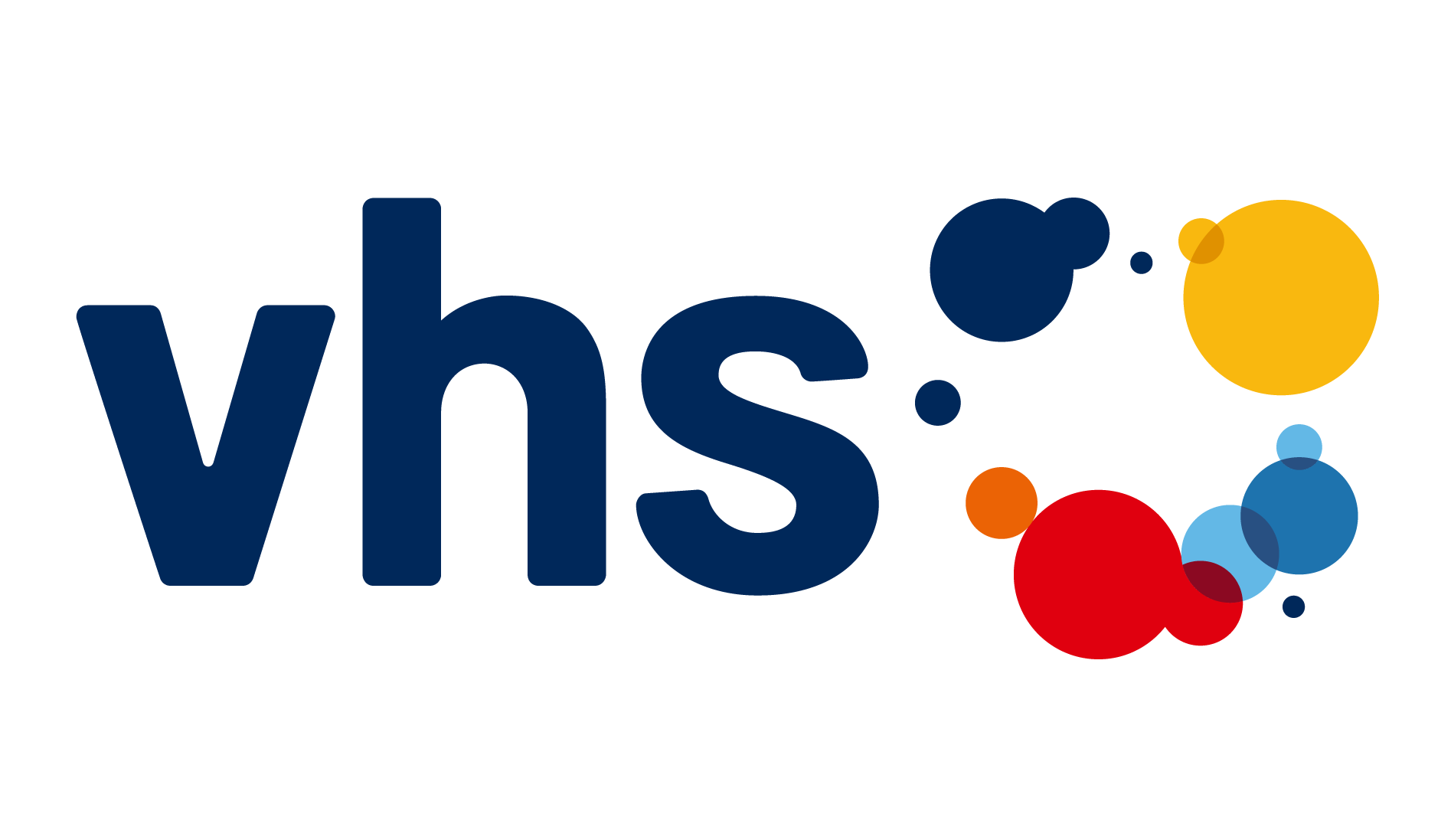
Logo des Deutschen Volkshochschul-Verbandes und auch der VHS Frankfurt

Die Volkshochschule Frankfurt am Main ist ein Eigenbetrieb der Stadt Frankfurt, der zum 1. Januar 1999 aus dem 1976 gegründeten Amt für Volksbildung / Volkshochschule hervorging. Als kommunaler Weiterbildungsträger der Erwachsenenbildung fördert und begleitet die VHS Frankfurt lebenslanges Lernen. Die Anfänge der VHS Frankfurt reichen bis in die späten 1860er Jahre. Seit Juli 2005 ist die Frankfurter VHS nach LQW zertifiziert.

## Bildungsangebote und Standorte
Die Volkshochschule Frankfurt am Main beschäftigt 130 hauptberufliche Mitarbeiter, hinzu kommen über 1000  freiberufliche Kursleiter. Die VHS bietet jährlich etwa 4200 Veranstaltungen an. Das Angebot umfasst die Themenbereiche Gesellschaft, Kultur, Gesundheit, Sprachen und berufliche Weiterbildung. Ein Spezialbereich macht Angebote für Träger von Ehrenämtern, Senioren, ausländische Frankfurter Neubürger sowie hochbegabte Kinder und Jugendliche.
Neben der Zentrale im Frankfurter Ostend gibt es historisch bedingt das Stadtteilzentrum West in Höchst, außerdem seit November 2017 das VHS-Zentrum Nord im Nordwestzentrum. Die Kurse der VHS finden an über 100 Orten im Frankfurter Stadtgebiet statt. Dazu kooperiert die VHS mit einer ganzen Reihe öffentlicher, kirchlicher und privater Bildungsträger.

## Filmforum Höchst
Das seit 1975 bestehende Filmforum Höchst ist das kommunale Kino der VHS Frankfurt. Es zeigt Filme, die nur selten oder nie in kommerziell betriebenen Kinos zu sehen sind. Dabei wird Wert darauf gelegt, den Film als Kunstwerk darzustellen und innerhalb von Filmreihen Zusammenhänge zu zeigen. Einen wesentlichen Teil des Programms bilden Dokumentarfilme und Filme in Originalfassung mit Untertiteln. Das Filmforum Höchst wurde für seine Arbeit schon mehrmals mit dem Hessischen Filmkunst-Preis ausgezeichnet. Das Filmforum Höchst ist dem Neuen Theater Höchst angeschlossen.

## Geschichte

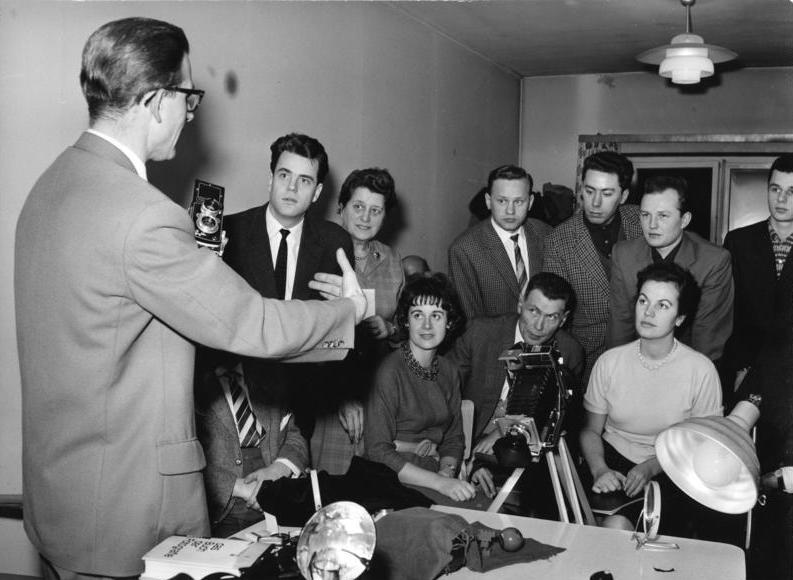
Fotokurs an der VHS Frankfurt 1961

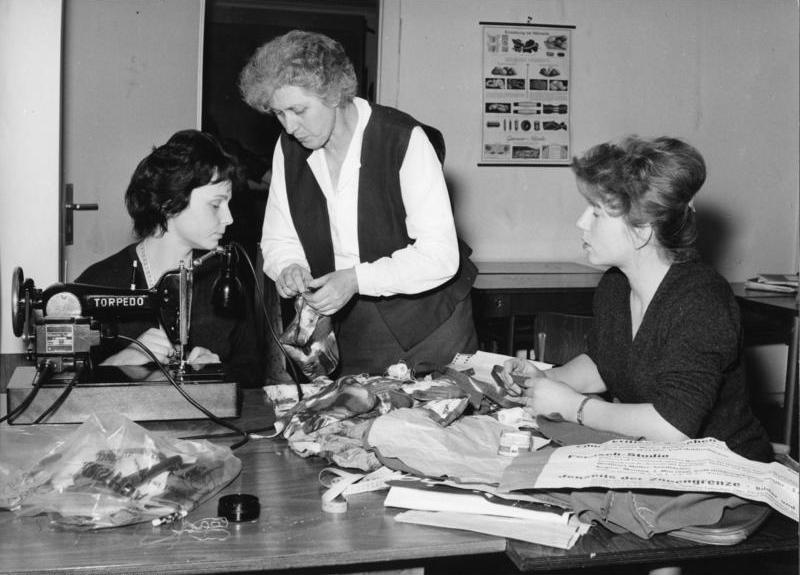
Nähunterricht an der VHS FFM 1961

Zum Ende des 19. Jahrhunderts wurden in Frankfurt und vielen umliegenden Orten Volksbildungsvereine und Ausschüsse für Volksvorlesungen gegründet. Sie hatten das Ziel, das allgemeine Bildungsniveau großer Bevölkerungsschichten anzuheben, damit diese mit den Umbrüchen der Zeit mithalten konnten. 1868 wurde in Höchst am Main der spätere Bund für Volksbildung Frankfurt am Main Höchst gegründet, 1890 entstand in Frankfurt der spätere Frankfurter Bund für Volksbildung. Beide Vereine sind der Ursprung der Volkshochschule Frankfurt am Main. Sie betrieben im Rahmen des 1898 gegründeten Rhein-Mainischen Verbandes für Volksbildung ein umfangreiches Bildungs- und Kulturprogramm, unterhielten Volksbüchereien und organisierten Theaterveranstaltungen. Nach der Machtübernahme der Nationalsozialisten wurde der Höchster Verein im Jahr 1933 aufgelöst, gleichgeschaltet und der Organisation Kraft durch Freude angegliedert. Drei Jahre später erlitt der Frankfurter Bildungsverein das gleiche Schicksal, nachdem bereits 1933 die jüdischen Vereinsmitglieder ausgeschlossen worden waren. Dies traf vor allem den langjährigen Geschäftsführer Wilhelm Epstein (1860–1941).
Beide Bildungsvereine wurden 1945 mit Genehmigung der amerikanischen Besatzungsmacht neu gegründet, Else Epstein (1881–1948) und Carl Tesch (1902–1970) übernahmen die Geschäftsführung in Frankfurt. Im Oktober 1947 wurde der 1933 aufgelöste Verband für Volksvorlesungen im Main und Rhein-Gebiet per alliiertem Dekret als Hessischer Landesverband für Erwachsenenbildung wieder gegründet, Carl Tesch übernahm die Geschäftsführung. Das Bildungs- und Kulturangebot beider Vereine erreichte schnell wieder den Umfang der Zeit vor 1933. Der Frankfurter Bund für Volksbildung betrieb die Volkshochschule in der Stadt Frankfurt, der Bund für Volksbildung Frankfurt am Main Höchst die Volkshochschule in den westlichen Frankfurter Stadtteilen, insbesondere in der ehemaligen Stadt Höchst. Im Jahr 1953 entstand im Rahmen der Frankfurter VHS das Seminar für Politik (SfP), das ab 1960 selbstständig weitergeführt wurde. Mit dem im Jahr 1970 verabschiedeten Hessischen Volkshochschulgesetz konnte die Volkshochschularbeit professionalisiert werden.
Die Stadt Frankfurt, die den Volkshochschulbetrieb bereits seit langen Jahren finanziell förderte, kommunalisierte beide Volkshochschulen und das Seminar für Politik im Jahr 1976 und führte sie als neugegründetes Amt für Volksbildung / Volkshochschule weiter. Aus wirtschaftlichen Gründen wurde die Volkshochschule Frankfurt 1999 in einen Eigenbetrieb der Stadt umgewandelt. Im Jahr 2005 bezog die VHS Frankfurt ihr neues Domizil im Frankfurter Ostend, nach der Wiedereröffnung des Bildungs- und Kulturzentrums im Jahr 2009 konnte auch die Höchster Außenstelle neue Räume beziehen. Am 4. November 2017 fand die Eröffnungsfeier für das neue VHS-Zentrum Nord  im Nordwestzentrum statt.